# Guhkesjávri (sjö i Utsjoki, Lappland)
Guhkesjávri eller Kuhkesjavri är en sjö i kommunen Utsjoki i landskapet Lappland i Finland. Sjön ligger 279,5 meter över havet. Arean är 35 hektar och strandlinjen är 4,95 kilometer lång. Sjön  ingår i Tana älvs huvudavrinningsområde.   Den ligger omkring 370 kilometer norr om Rovaniemi och omkring 1100 kilometer norr om Helsingfors. 
Guhkesjávri ligger öster om Pajib Puolddsakjavri. 